# K-League de 1986
A Korean Super League 1986 foi a quarta edição da principal divisão de futebol na Coreia do Sul, a K-League. A liga começou em março e terminou em novembro de 1986. 
Seis times participaram da liga, cinco profissionais: (Yukong Elephants, Daewoo Royals, POSCO Dolphins, Lucky-Goldstar Hwangso, Hyundai Horang-i), e um amador (Hanil Bank FC).
O Hallelujah, fundador e primeiro campeão da liga, neste ano mudou sua categoria para amador e parou de competir.